# Ram Charan (Unternehmensberater)
Ram Charan (Hindi राम चरण; * 25. Dezember 1939 in Uttar Pradesh) ist ein US-amerikanischer Unternehmensberater und Bestsellerautor indischer Herkunft.

## Leben
Charan studierte Ingenieurwissenschaft in Indien. Danach arbeitete er in Australien. Er erwarb einen MBA und wurde an der Harvard Business School promoviert. Im Anschluss lehrte er in Harvard und an der Northwestern University.
Danach gründete er in Dallas (Texas) die Unternehmensberatung Charan Associates. Er beriet viele CEOs und Unternehmen (u. a. Bank of America, DuPont, Novarti); für seine Beratungen wurde er mehrfach ausgezeichnet.
Er ist Distinguished Fellow der National Academy of Human Resources und Mitglied der Blue Ribbon Commission on Corporate Governance. Ram war Mitglied der Board of Directors von Hindalco Industries, Emaar Properties, Austin Industries, Tyco Electronics und Fischer & Porter. Er schrieb zudem für: Harvard Business Review, Fortune, BusinessWeek, Time und USA TODAY. Sein Buch Execution: The Discipline of Getting Things Done war Nr. 1 auf der Wall Street Journal-Bestsellerliste und stand auch auf der The New York Times Best Seller list.

## Auszeichnungen
- 2010: Champion of Workplace Learning and Performance Award der American Society for Training & Development
- 2010: „Global Indian of the Year 2010“ durch die Economic Times

## Publikationen
- 2000: Every Business is a Growth Business: How Your Company Can Prosper Year After Year
- 2000: The Leadership Pipeline: How to Build the Leadership Powered Company
- 2001: What the CEO Wants You to Know: How Your Company Really Works
- 2002: Execution: The Discipline of Getting Things Done
- 2004: Profitable Growth Is Everyone’s Business: 10 Tools You Can Use Monday Morning
- 2004: Confronting Reality: Doing What Matters to Get Things Right
- 2005: The Source of Success: Five Enduring Principles at the Heart of Real Leadership
- 2005: Boards That Deliver: Advancing Corporate Governance From Compliance to Competitive
- 2007: What the Customer Wants You to Know
- 2007: Leaders at All Levels: Deepening Your Talent Pool to Solve the Succession Crisis
- 2007: now-How: The 8 Skills That Separate People Who Perform from Those Who Don’t
- 2008: The Game-Changer: How You Can Drive Revenue and Profit Growth with Innovation
- 2008: Leadership in the Era of Economic Uncertainty: The New Rules for Getting the Right Things Done in Difficult Times
- 2009: Owning Up: The 14 Questions Every Board Member Needs to Ask
- 2010: The Talent Masters: Why Smart Leaders Put People Before Numbers